# عبد الهادي دغلس
عبد الهادي دغلس، المعروف بـ أبو تيسير، كان أردنياً وأحد أقارب أبو مصعب الزرقاوي. كان أكبر ملازم للزرقاوي في العراق.

## تاريخه
سافر إلى معسكر خورمال في كردستان العراق من طهران، إيران. قامت وكالة المخابرات المركزية بتتبع هاتفه عبر الأقمار الصناعية وتحديد موقعه.

## موته
في اليوم الثاني من غزو العراق عام 2003، أصاب أكثر من 40 صاروخ كروز أمريكي بلدة خورمال في كردستان العراق. وكان من بين القتلى عبد الهادي دغلس.